# Jorge Guarello Fitz-Henry
Jorge Guarello Fitz-Henry (Valparaíso, 18 de octubre de 1904 - Reñaca, Viña del Mar, 5 de agosto de 1998), fue un abogado chileno.
Nació en Valparaíso, hijo de Ángel Guarello Costa y Mary Fitz-Henry MacDonell. Estudió Derecho, titulándose de abogado en 1950 con la tesis "El abandono de la insistencia". Luego se integró a la Liga Marítima de Chile, institución de la que fue presidente entre 1952 y 1953.
Junto a su hermano Fernando, siguió con el estudio de abogados que su padre había creado en Valparaíso, uno de los más antiguos de la ciudad. Fueron representantes de la Compañía Industrial S.A. (INDUS) de Viña del Mar, la cual tenía un problema en su planta de faenamiento de ballenas en Quintay, ya que sólo podía ocupar una franja de cinco millas de la costa, siendo difícil realizar su actividad con la presencia de barcos factorías extranjeros. Por ello, los hermanos Guarello idearon una propuesta de establecer un espacio marítimo de exclusividad económica en una franja de 200 millas marinas, o "zona económica exclusiva", la cual fue presentada al presidente Gabriel González Videla, quien la aceptó por Declaración Oficial del Presidente de Chile del 23 de junio de 1947, y fue luego legalizada como Decreto Nº 166 del 17 de febrero de 1948.

## Obras
- Nuestros paisanos demócratas cristianos (1968)
- Civiscracia (1992)